# Ficus lingua
Ficus lingua là một loài thực vật có hoa trong họ Moraceae. Loài này được Warb. ex De Wild. & T.Durand mô tả khoa học đầu tiên năm 1901.